# Call of Duty: World at War
Call of Duty: World at War је пуцачина из првог лица, пета из серијала Call of Duty, и четврта са тематиком Другог светског рата. Развијена је од стране Тријарч, а објавила ју је компанија Активижн. Игра је изашла у продају 11. новембра 2008. године. Постоји и специјално издање за PlayStation 2 конзолу, под називом Call of Duty: World at War - Final Fronts.

## Игра
За разлику од ранијих делова са тематиком Другог светског рата, Call of Duty 5: World at War нема три или више кампања. У питању су само два подељена фронта: Источни и Пацифички. Мисије започињу другим фронтом, где играч контролише америчког маринца Милера, припадника 1. бригаде Маринског корпуса САД, који је предвођен десетаром Роубоком. Осим Милера, играч може контролисати и морнаричког подофицира Лака, који учествује у мисији „Црне мачке“ (енгл. Black Cats), где управља оружјем из авиона. На источном фронту, борите се под карактером Димитрија Петренка, припадника совјетске треће шок армије. Главни предводник је десетар Виктор Резнов, који се појављује заједно са Петренком и у Call of Duty: Black Ops. Мисије се обављају у Стаљинграду, а потом у Трећем рајху, и на крају у престоници Берлину, где се уједно завршава и игра.

## Новитети
Осим Синглплејер и Мултиплејер мод-а, у игри се јавља и нова опција игре, која није виђена у ранијим деловима. У питању је мод у ком два играча могу истовремено и заједно да играју игру, без обзира на Мултиплејер мод. Ту је и опција Нацистички зомбији (енгл. Nazi Zombies), која се може ослободити кад се успешно пређе игра. Заправо, ту играч се брани од зомбија који покушавају да уђу у заграђеном бункеру, у ком се играч налази. Циљ је издржати што више рунди у којима зомбији константно нападају у све већим бројевима. Рањавајући или убијајући зомбије играч сакупља поене. На почетку прве рунде, играч може поседовати само пиштољ, а како рунде одмичу, уколико играч успешно преживи нападе, све боља оружја долазе на располагању. Ову опцију игре, могу да играју и два, па до четири играча, који се међусобно такмиче за поене. Кад сваки играч буде мртав, игра се завршава.